# Lone Grove (Oklahoma)
Lone Grove – miasto w Stanach Zjednoczonych, w stanie Oklahoma, w hrabstwie Carter.